# Josep Maria Farré Naudi
Josep Maria Farré Naudi est un homme politique andorran, né le 8 mai 1960. Il est membre du Parti libéral d'Andorre. Il est conseiller général de 2005 à 2009. Auparavant, de 1995 à 1999, il est conseiller communal de Canillo.